# Marie-Dominique Molinié
 (septembre 2021).
Né André Molinié, en religion Marie-Dominique Molinié, est un prêtre catholique, dominicain et thomiste né à Saint-Lô en 1918 et mort à Perpignan en 2002.

## Biographie
Converti après des études de philosophie pendant lesquelles il est devenu ami de Cioran, il a été fortement marqué par les intuitions de Thérèse de l'Enfant-Jésus. Il est rentré dans l'ordre des Dominicains en 1944. Il a exercé son ministère au couvent de Nancy, avant de se retirer dans une abbaye des Landes.
Dans ses prédications, il insistait beaucoup sur le danger de l'orgueil « qu'il fallait craindre comme le feu » alors que l'humilité et la confiance sont les seules authentiques attitudes pour nous amener vers la sainteté, vocation de tout chrétien.
En revanche il est très apprécié dans les communautés du Renouveau charismatique catholique, comme la communauté des Béatitudes et la communauté du Chemin Neuf. Il a aussi beaucoup prêché dans d'autres communautés religieuses comme les Carmels.
Le centre de son enseignement porte sur la louange de Jésus-Christ au Dieu le Père. Il a largement commenté au chapitre 11 de l'Évangile selon Matthieu, le verset 25 « Je te loue, Père, Seigneur du ciel et de la terre, d'avoir caché cela aux sages et aux intelligents et de l'avoir révélé aux tout-petits. »
Paraphrasant la célèbre phrase  de Georges Clemenceau, il aimait à dire : « La philosophie et la théologie sont choses trop sérieuses pour être abandonnées aux intellectuels. »